# Опис
Опис — поширений композиційно-стилістичний спосіб викладу матеріалу в художньому, передусім епічному творі, полягає у послідовному відтворенні логічних зв'язків між явищами, поняттями, у фіксуванні окремих ознак, рис, властивостей персонажів, зображуваних краєвидів, інтер'єрів, предметів тощо.
Опис  — композиційна форма, яку не використовують літературознавці і лінгвісти, щоб проаналізувати текст.
Розрізняють: опис предметів, опис процесів, опис пережитого або опис життя й характеристику особи.
Комплексний предмет утворює абстрактний змістовий тип, який використовується для опису предметів. Для цієї композиційної форми типове зображення просторових відношень, в якому також відображається просторове співвідношення елементів предмету. Саме ці елемети надають тексту наочності, яке реалізується через вживання засобів простору — прислівники місця або просторове позначення, дані напрямків, відстані та форми, а також відповідного спрямування прикметників. У описі також збігається час спостреження із часом опису.
Предмет може зображуватись у минулому часі з використанням усіх лінгвістичних засобів, які типові минулості. Дуже часто предмети у цій композиційній формі описують як спогади.
|  | Наприклад: Моя ручка синя і закрита осрібленим синім ковпачком. На її верхівці ковпачок тримає скобу, яка прикріплює ручку за гаманець або за будь яку іншу частину одягу. Всередині ковпачка встановлена різьба, завдяки якій ручка міцно закручена у ковпачок. Власне ручка складається із двох частин, які скріплюються металевою різьбою... |

## Мовознавство
У мовознавстві опис — один із типів мовлення, розповідь про властивості, ознаки певного предмета або явища.